# Palenica (chleb)

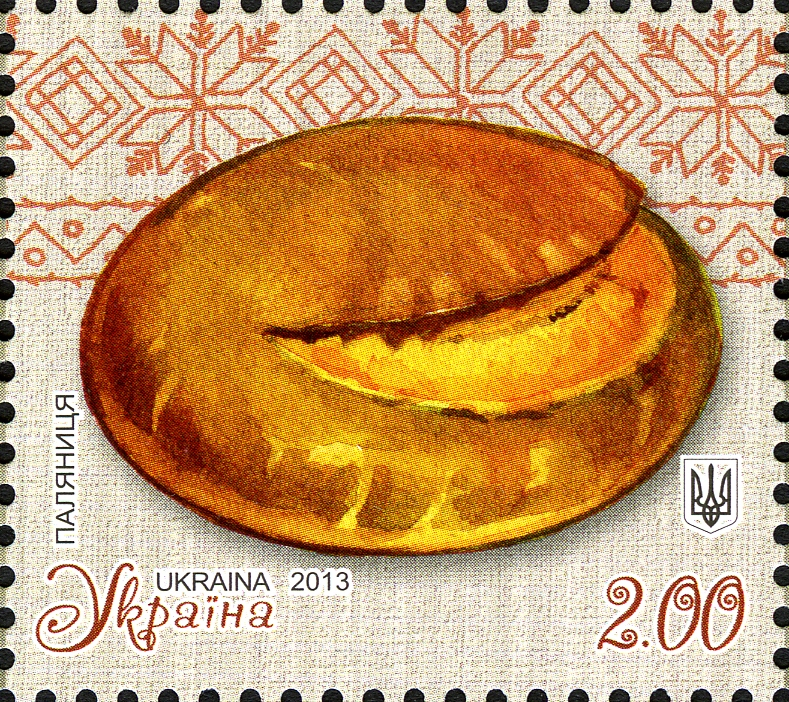
Palenica zilustrowana na ukraińskim znaczku pocztowym

Palenica, także palanica, palanyca (ukr. паляниця) – tradycyjny chleb ukraiński z mąki pszennej. Symbolizuje gościnność i szczęście. Można ją traktować jako symbol słońca. Z palenicą obchodzono pola, by wydawały plon, a w czasie świąt Bożego Narodzenia kolędnicy dostawali palenicę od gospodarzy. Z kolei palenicę dla duchownego kładziono na trumnę nieboszczyka.
W 2008 roku jedną z odmian pszenicy nazwano Palenica. W ukraińskim pawilonie podczas Biennale w Wenecji w roku 2022, artystka Żanna Kadyrowa zaprezentowała instalację artystyczną pt. „Palanyca”.

## Receptura i wyrób
Tradycyjną palenicę wypiekano z ciasta drożdżowego. Najpierw w garnku gotowano chmiel, który następnie wlewano do makutry, do której dodawano przesianą mąkę pszenną. Powstałe ciasto zagniatano, przykrywano i pozostawiano do ostygnięcia. Do schłodzonego ciasta dodawano drożdże lub zakwas i umieszczano na noc w nieogrzewanym piecu. Rano wyrośnięte ciasto zagniatano z mąką pszenną, dodawano ciepłą wodę i sól. Następnie ciasto wyrabiano w nocy, aż przestało kleić się do rąk. Kolejnym krokiem było podzielenie ciasta na kawałki, które następnie rozwałkowywano na stole. Powstały chleb umieszczano w piecu na drewnianej łopacie do chleba, posypanej mąką lub obłożonej parzonym liściem kapusty. Na koniec w bochenku wykonywano nacięcie, aby po upieczeniu jeszcze bardziej wyrósł.
Według GOST 12793-77 piekarnie ZSRR produkowały znormalizowaną „ukraińską palenicę” pieczoną w formach. Miała masę 0,75–1 kg, boczne nacięcie na obwodzie 3/4 koła tworzące charakterystyczne przyłbicowe uniesienie ciasta. 
Współcześnie typowa receptura polega na przygotowaniu zaczynu ze 150 g mąki (odmierzone z całości) z drożdżami, 100 ml wody, którą to masę zagniata się w misce. Następnie miskę należy przykryć pokrywką i odstawić do rana w ciepłe miejsce. Rano połączyć wodę, mleko, cukier, sól, olej i wyrośnięty w nocy zaczyn. Stopniowo dodawać mąkę, zagniatać ciasto, aby było elastyczne. Następnie uformować kulkę, włożyć do miski, przykryć folią spożywczą i odstawić na 3 godziny do wyrośnięcia. Następnie wyłożyć na blachę do pieczenia, posypać mąką uformowaną kulkę ciasta i odstawić na kolejną godzinę. Kolejnym krokiem jest wykonanie nacięcia wzdłuż i wstawienie do piekarnika nagrzanego do 190°C, gdzie chleb należy piec przez 45 minut. Gotową palenicę trzeba zawinąć w ściereczkę lub ręcznik i odstawić na godzinę.
Warianty nowoczesnych receptur pozwalają na dodanie kefiru, cukru, sody, octu, przypraw. Współcześnie palenicę można także upiec na patelni.

## Etymologia i wymowa
Nazwa pochodzi od palić (ukr. пали́ти) i wskazuje na powstającą podczas wypieku suchą, przypaloną skórkę. 
Rosjanie, przez różnice fonetyczne między jęz. rosyjskim i ukraińskim, nie są w stanie wymówić tego słowa w poprawny sposób. Ta różnica pełniła rolę szyboletu w rosyjskiej inwazji na Ukrainę. Tę metodę zaproponował także premier Ukrainy Denys Szmyhal brytyjskiemu ministrowi obrony, gdy dowiedział się, że Ben Wallace był odbiorcą telefonu od osoby podającej się za ukraińskiego szefa rządu.